# (488444) 2016 YK5
(488444) 2016 YK5 es un asteroide que forma parte del cinturón interior de asteroides, descubierto el 21 de diciembre de 2006 por el equipo del Mount Lemmon Survey desde el Observatorio del Monte Lemmon, Arizona, Estados Unidos.

## Designación y nombre
Designado provisionalmente como 2016 YK5.

## Características orbitales
2016 YK5 está situado a una distancia media del Sol de 1,847 ua, pudiendo alejarse hasta 2,012 ua y acercarse hasta 1,682 ua. Su excentricidad es 0,089 y la inclinación orbital 21,47 grados. Emplea 917,020 días en completar una órbita alrededor del Sol.

## Características físicas
La magnitud absoluta de 2016 YK5 es 18,5.